# Lombia
Lombia ist eine französische Gemeinde mit 208 Einwohnern (Stand 1. Januar 2022) im Département Pyrénées-Atlantiques in der Region Nouvelle-Aquitaine (vor 2016: Aquitanien). Die Gemeinde gehört zum Arrondissement Pau und zum Kanton Pays de Morlaàs et du Montanérès (bis 2015: Kanton Morlaàs).
Die Einwohner werden Lombianais und Lombianaises genannt.

## Geographie
Lombia liegt ca. 25 km östlich von Pau in der historischen Provinz Béarn am östlichen Rand des Départements und grenzt an einer Enklave des benachbarten Départements Hautes-Pyrénées.
Umgeben wird der Ort von den Nachbargemeinden:
| Lespourcy     | Sedze-Maubecq                               | Bédeille                |
| Urost Sedzère | Kompassrose, die auf Nachbargemeinden zeigt | Séron (Hautes-Pyrénées) |
| Arrien        | Eslourenties-Daban Saubole                  |                         |

Lombia liegt im Einzugsgebiet des Flusses Adour. Einer seiner Nebenflüsse, der Lées, hier auch Le Grand Lées genannt, strömt an der östlichen Gemeindegrenze entlang. Seine Nebenflüsse, der Hourquet und der Petit Lées, an seinem Oberlauf auch Ruisseau de Laherrusse genannt, bewässern das Gebiet der Gemeinde ebenso wie der Arriutort, ein Nebenfluss des gleichnamigen Lées.

## Geschichte
Lombia war im Mittelalter eine eher bescheidene Grundherrschaft in einer waldreichen Umgebung, die dem Vicomte von Béarn unterstand. Der Name hat seinen Ursprung in der geografischen Lage und bedeutet „Ulmenwald“. Bei der Volkszählung im Béarn im Jahr 1385 wurden zehn Haushalte gezählt und vermerkt, dass der Ort zur Bailliage von Montaner gehörte. Zudem besaß das Dorf ein Laienkloster, Mitglied der Komturei des Malteserordens von Caubin und Morlaàs. Die Gemeinde war bekannt für seine Wunderquelle la houn de la Pitangue oder auch la houn de Sen Yan genannt, die für die Heilung von Augenkrankheiten geholfen haben soll, ihre Wirkung sich aber einer Legende nach abschwächte, nachdem eine Rauferei unter den Pilgern stattfand.
Toponyme und Erwähnungen von Lombia waren:
- Lombiaa (1402, Volkszählung im Béarn),
- Lombyaa (1490, Urkunden aus Eslourenties),
- Lombian (1546, Manuskriptsammlung des 16. bis 18. Jahrhunderts) und
- Lombia (1750, Karte von Cassini).[3][4]

### Einwohnerentwicklung
Nach Höchstständen von rund 400 Einwohnern in der Mitte des 19. Jahrhunderts fiel die Einwohnerzahl bei kurzzeitigen Phasen der Erholung bis zur Jahrtausendwende auf rund 160 Einwohnern zurück, bis ein moderates Wachstum der Gemeinde auf über 200 Einwohner einsetzte.
| Jahr      | 1962 | 1968 | 1975 | 1982 | 1990 | 1999 | 2006 | 2009 | 2022 |
| --------- | ---- | ---- | ---- | ---- | ---- | ---- | ---- | ---- | ---- |
| Einwohner | 196  | 182  | 173  | 176  | 167  | 163  | 182  | 200  | 208  |

## Städtepartnerschaften
Lombia unterhält seit 1999 eine Städtepartnerschaft mit:
- Pertusa in Spanien.[7]

## Sehenswürdigkeiten
- Pfarrkirche, gewidmet der Unbefleckten Empfängnis. Die Kirche ist 1883 inmitten den Friedhofs auf den Ruinen eines früheren Gotteshauses errichtet, das 1685 gebaut und im 18. Jahrhundert abgerissen worden war. Die Materialien der ehemaligen Kirche wurden verkauft, um den Bau des neuen Gebäudes nach Plänen des Architekten Serres zu finanzieren. Das einschiffige Langhaus ist von einer Apsis mit drei Außenwänden abgeschlossen und von zwei Seitenkapellen flankiert, die ein Querschiff bilden. Der Glockenturm über dem Eingangsvorbau besitzt zwei Glocken, eine von Urselin d’Encausse im Jahre 1872 gegossen und eine mit dem Beinamen „Marie“, 1838 und nochmals 1953 von Fourcade gegossen.[8] Fünf Bleiglasfenster, Werke des Glasmalers Gustave Pierre Dagrant aus Bordeaux, wurden mit dem Bau der Kirche eingesetzt. Sie zeigen die Heiligen Petrus, Paulus und Josef sowie Darstellungen das heiligsten Herzen Jesu und Mariä Himmelfahrt.[9]

## Wirtschaft und Infrastruktur
Die Landwirtschaft ist traditionell der wichtige Wirtschaftsfaktor der Gemeinde. Verbreitet wird seit jeher Flachs angebaut.

### Verkehr
Lombia ist erreichbar über die Routes départementales 62, 86, 145 und 486.